# Gregory Mankiw
Nicholas Gregory Mankiw (n. Trenton, 3 de febrero de 1958) es un profesor de economía y macroeconomista estadounidense. Mankiw consiguió su título de economista summa cum laude en la universidad de Princeton. Actualmente es profesor universitario en Harvard. 

## Trayectoria
Después de la universidad, Mankiw pasó un año trabajando en su Doctorado en el Instituto de Tecnología de Massachusetts y un año posterior estudiando en la Facultad de Derecho de Harvard. Trabajó como economista para el Consejo de Asesores Económicos de 1982 a 1983, presagiando su posterior cargo como presidente de esa organización. Después de dejar el Consejo, obtuvo su doctorado en economía del MIT en 1984 bajo la supervisión de Stanley Fischer. Regresó a Harvard por un año pero, después de completar su doctorado y decantarse por la economía, se fue a enseñar en el MIT durante un año y luego se convirtió en profesor asistente de economía en la Universidad de Harvard en 1985. Ascendió a profesor titular en 1987 a la edad de 29 años. 
Ha enseñado macroeconomía, microeconomía, estadística y principios de economía. Además de prolífico escritor es asiduo a debates académicos y debates relacionados con política económica. Sus estudios se han publicado en revistas científicas como American Economic Review, Journal of Political Economy o en medios de gran difusión como The New York Times, The Financial Times o The Wall Street Journal. Mankiw es un gran estudioso de la teoría neokeynesiana.
Ha sido asesor del Federal Reserve Bank of Boston y presidente del Council of Economic Advisers del Presidente de EE UU. de 2003 a 2005. 
De 2012 a 2015, Mankiw se desempeñó como presidente del departamento de economía de Harvard.

## Aportaciones teóricas
Mankiw es ampliamente considerado como un nuevo economista keynesiano, aunque al menos un periodista financiero dice que se resiste a una clasificación tan fácil. Mankiw hizo un trabajo importante en los costos del menú, que son una fuente de rigidez de precios. Su artículo "Costos de menú, pequeños y grandes ciclos comerciales: un modelo macroeconómico de monopolio", publicado en el Quarterly Journal of Economics en 1985, comparó el incentivo privado de una empresa para ajustar los precios después de un shock a la demanda agregada nominal con las implicaciones de bienestar social de ese decisión. El documento concluyó que la expansión de la demanda agregada puede aumentar el bienestar o reducirlo, pero la reducción del bienestar nunca es mayor que el costo del menú. Sin embargo, una contracción en la demanda agregada reduce el bienestar, posiblemente en una cantidad mucho mayor que el costo del menú. Dicho de otra manera, desde el punto de vista de un planificador social, los precios pueden estar demasiado altos, pero nunca deben estar demasiado bajos. Este documento fue un bloque de construcción para el trabajo de Olivier Blanchard y Nobuhiro Kiyotaki sobre las externalidades de demanda agregada y para el trabajo de Laurence Ball y David Romer sobre la interacción entre rigideces reales y nominales.
En 2002, Mankiw y Ricardo Reis propusieron una alternativa a la curva de Phillips de la Nueva Economía Keynesiana, ampliamente utilizada, basada en la lenta difusión de información entre la población de quienes fijan los precios. Su modelo de información adhesiva muestra tres propiedades relacionadas que son más consistentes con las opiniones aceptadas sobre los efectos de la política monetaria. Primero, las deflaciones son siempre contractivas (aunque las deflaciones anunciadas son menos contradictorias que las sorpresivas). En segundo lugar, los shocks de la política monetaria tienen su máximo impacto en la inflación con un retraso sustancial. En tercer lugar, el cambio en la inflación está correlacionado positivamente con el nivel de actividad económica.
Mankiw ha escrito varios artículos sobre el análisis empírico del comportamiento del consumidor. Un artículo como coautor con John Campbell en 1989 encontró que los datos de consumo agregado se describen mejor con un modelo en el que aproximadamente la mitad de los consumidores obedecen la hipótesis de ingresos permanentes y la otra mitad simplemente consumen sus ingresos actuales (a veces llamado comportamiento boca a boca). Un artículo escrito en colaboración con Stephen Zeldes en 1991 descubrió que el consumo de los accionistas cobraba más fuerza con el mercado bursátil que el consumo de los no poseedores, lo que proporcionaba una posible explicación para el rompecabezas de la prima patrimonial.
El trabajo más ampliamente citado de Mankiw es "Una contribución a la empírica del crecimiento económico", del que es coautor con David Romer y David Weil y publicado en el Quarterly Journal of Economics en 1992. El documento argumenta que el modelo de crecimiento de Solow, una vez aumentado para incluir un papel para el capital humano, hace un trabajo razonablemente bueno al explicar las diferencias internacionales en los niveles de vida. Según Google Scholar, ha sido citado más de 15.000 veces, convirtiéndolo en uno de los artículos más citados en el campo de la economía.
Mankiw también ha escrito varios documentos notables fuera de la macroeconomía. En 1989, fue coautor de un artículo con David Weil que examinaba los determinantes demográficos de la demanda de vivienda y predecía que el envejecimiento de los baby boomers socavaría el mercado de la vivienda en los años 1990 y 2000.

## Principios de economía
Mankiw ha escrito dos populares libros de texto de nivel universitario: Macroeconomics de nivel intermedio (ahora en su novena edición, publicado por Worth Publishers) y el texto introductorio más famoso Principles of Economics (ahora en su 9.ª edición, - 8.ª edición en español). Los subconjuntos de capítulos del último libro se venden bajo los títulos: 
- Principios de Microeconomía,
- Principios de Macroeconomía,
- Principios Básicos de Macroeconomía
- Fundamentos de la Economía.

Cuando la primera edición del libro Principios se publicó en 1997, la revista The Economist escribió:
   "El Sr. Mankiw ha producido algo que hace mucho tiempo que se necesitaba: una introducción accesible a la economía moderna. Al escribir más en el estilo de una revista que de un libro de texto pesado y al explicar incluso ideas complejas de una manera intuitiva y concisa, dejará a pocos estudiantes aburridos o desconcertados ... Sin embargo, lo más refrescante es la imparcialidad del libro. El señor Mankiw parece deleitarse al exponer cómo las diferentes escuelas de pensamiento han contribuido al estado actual de conocimiento de los economistas."

## Informe económico de 2004 al Presidente
Varias controversias surgieron del Informe Económico al Presidente, del CEA de febrero de 2004. En una conferencia de prensa, Mankiw habló de los beneficios del libre comercio y señaló que la subcontratación de empleos por parte de las empresas estadounidenses "probablemente sea una ventaja para la economía a largo plazo". Si bien esto reflejó el análisis económico dominante, fue criticado por muchos políticos que establecieron un vínculo entre la contratación externa y la recuperación aún lenta del mercado de trabajo estadounidense a principios de 2004.
La controversia también surgió de una pregunta retórica planteada por el informe (y repetida por Mankiw en un discurso sobre el informe): "cuando un restaurante de comida rápida vende una hamburguesa, ¿proporciona un servicio o combina insumos para fabricar un producto?" El punto pretendido fue que la distinción entre empleos de manufactura y trabajos de la industria de servicios es algo arbitrario y, por lo tanto, una base pobre para las políticas. A pesar de que el tema no se mencionó en el informe, una agencia de noticias generó críticas de que la Administración buscaba encubrir las pérdidas de empleos en la industria manufacturera mediante la redefinición de empleos tales como cocinar hamburguesas como manufactura.

## Resurgimiento Keynesiano 2008-2009
En noviembre de 2008, Mankiw escribió en The New York Times:
    "Si fuera a recurrir a un solo economista para comprender los problemas que enfrenta la economía, no hay dudas de que el economista sería John Maynard Keynes. Aunque Keynes murió hace más de medio siglo, su diagnóstico de recesiones y depresiones sigue siendo la base de la macroeconomía moderna. Sus ideas contribuyen en gran medida a explicar los desafíos que enfrentamos ahora."
No obstante, Mankiw expresó escepticismo sobre un paquete de gasto de 1 billón de dólares frente a la crisis financiera y económica mundial. Criticó al vicepresidente Joseph Biden por sugerir que había unanimidad de apoyo entre los economistas para un paquete de estímulo.

## Publicaciones
- 1985 - N. Gregory Mankiw (1985). «Small Menu Costs and Large Business Cycles: A Macroeconomic Model of Monopoly». Quarterly Journal of Economics 100: 529-537.
- 1992 - N. Gregory Mankiw, David Romer, and David Weil (1992). «A Contribution to the Empirics of Economic Growth». Quarterly Journal of Economics 107: 407-437.
- 2007 - N. Gregory Mankiw (2007). Principles of Economics, 4th Edition. South-Western College Pub. ISBN 0324224729.
- 2016 - N. Gregory Mankiw (2016). Macroeconomics (9th Edition). Worth Publishers. ISBN 978-1-4641-8289-1.
  - 2014 - Macroeconomía (8.ª edición en español, trad. Esther Rabasco), N.G. Mankiw, 2014, Antonio Bosch Editor, ISBN 978-84-95348-94-4